# Giudizio di Salomone (Sebastiano del Piombo)
Il Giudizio di Salomone è un dipinto a olio su tela (208,3x315 cm) di Sebastiano del Piombo, databile al 1505-1510 circa e conservato nella collezione Bankes nella residenza del National Trust di Kingston Lacy (Wimborne Minster, Dorsetshire, Regno Unito).

## Storia e descrizione
Opera incompiuta e dall'attribuzione non da tutti condivisa, viene solitamente collocata nella fase giovanile dell’artista, quando si trovava nella sua città natale, Venezia. Forse si tratta del dipinto commissionato dal membro del Consiglio dei Dieci Andrea Loredan, e può darsi che rimase incompiuta per la chiamata dell'artista a Roma.
All'interno di una basilica, di cui si vedono ancora i pentimenti legati alla volontà di ampliare lo spazio disegnando due colonnati ai lati, è ambientata la scena del giudizio di Salomone, nel momento in cui il re, assiso in un trono al centro, per dirimere la controversia delle due madri (in posizioni complementari a destra e sa sinistra), dà ordine a un soldato di dividere il fanciullo in due con la spada: ecco che l'uomo, a destra solleva il braccio per sferrare il colpo. Irrealizzati sono sia il bambino che l'arma, oltre alla veste del soldato, che appare nudo. Assistono alla scena altri sette personaggi, in pose placide, per niente coinvolti drammaticamente nella scena, come tutti gli altri. Citazioni da Giovanni Bellini appaiono nella figure dell'uomo barbuto vestito di rosso (Pala di San Zaccaria), e da Tiziano nella figura di Salomone in trono (Jacopo Pesaro presentato a san Pietro da papa Alessandro VI). Il soldato inoltre cita probabilmente la statua antica di un gladiatore. Le tre figure femminili sembrano la stessa donna, ora vistra frontalmente, ora posteriormente, ora di profilo.
Il pavimento applica fedelmente le regole della prospettiva centrale, e l'alto piedistrallo del santo ha un gradino decorato da teste di ariete e uno con bassorilievi.